# Moxostoma hubbsi
Moxostoma hubbsi is een straalvinnige vissensoort uit de familie van de zuigkarpers (Catostomidae). De wetenschappelijke naam van de soort is voor het eerst geldig gepubliceerd in 1952 door Legendre.